# (7563) 1988 BC
A (7563) 1988 BC a Naprendszer kisbolygóövében található aszteroida. Takuo Kojima fedezte fel 1988. január 16-án.